# El camino a La Meca
El camino a la Meca (1984) es una obra de teatro de Athol Fugard basada en la excéntrica escultora sudafricana Helen Martins (1897-1976) -en la obra su nombre es Señorita Helen Niemands-, posteriormente llevada al cine en 1997 y protagonizada por Kathy Bates.
En dos actos y tres personajes (Miss Helen, Elsa Barlow y el pastor Marius Byleveld). la trama argumental describe la vida de la reclusa viuda Helen obsesionada con su obra escultórica (la creación de un jardín de esculturas orientadas hacia La Meca) y sus difíciles relaciones con la comunidad donde vive en 1974, en pleno apartheid. 
La llegada de una joven maestra como trabajadora social desde Ciudad del Cabo precipita la confrontación entre ambas (mundo exterior versus mundo interior) mostrándose la denodada lucha del artista independiente en contra de una sociedad estrictamente ordenada por reglas. 
En resumen, la incomprendida escultora ha transformado a través de su arte una vida mediocre y opresiva en un canto a la esperanza.
Fue interpretada en Estados Unidos por Julie Harris, Rosemary Harris, Yvonne Bryceland, Tana Hicken, en Londres por Linda Bassett, en Buenos Aires y Montevideo por China Zorrilla y Thelma Biral entre 1999/2005.y en Madrid por Lola Herrera y Natalia Dicenta en 2025.
La pieza no guarda relación con Camino a la Meca: el viaje de Muhammad Asad, película de Georg Misch (Austria, 2008)